# Как следует писать историю
«Как следует писать историю» (др.-греч. Πῶς δεῖ Ἱστορίαν συγγράφειν) — трактат древнегреческого писателя Лукиана Самосатского о принципах написания исторических сочинений, созданный в 160-е годы. Единственный сохранившийся античный труд по данной теме.

## Содержание
Сочинение состоит из двух отчётливо различающихся частей — сначала Лукиан высмеивает недостатки историков, после чего переходит к обсуждению достоинств исторических сочинений.
Лукиан начинает трактат с обращения к Филону и анекдота об абдеритах, однажды помешавшихся на трагедии, после чего сравнивает недуг абдеритов с современной модой писать историю и проводит параллели между современниками и Диогеном Синопским, катавшим свой пифос, чтобы изобразить видимость активной деятельности.
Далее Лукиан обосновывает необходимость своих советов и начинает с критики приёмов, которых следует избегать при написании исторических сочинений. Критикует он восхваление своих полководцев и унижение вражеских, искажение действительности, злоупотребления яркими метафорами и прочими элементами, чуждыми историографии. Затем автор критикует несколько современных попыток описать недавние события, предпринятых различными людьми.
Но важнее всего, чтобы ум историка походил на зеркало, чистое, блестящее и правильно отшлифованное; какими оно принимает образы вещей, такими должно и отражать, ничего не показывая искривлённым, или неправильно окрашенным, или изменённым. Задача историков не такова, как у ораторов...
После анализа негативного опыта написания истории Лукиан переходит к конструктивным советам. Он рекомендует историку оттачивать умение излагать, сохранять беспристрастность и независимость суждений, не умалчивать о неприятных событиях, следить за ясностью языка, тщательно отбирать факты на основе чутья и сопоставления, а также знать меру при стилистической обработке материала. Отдельные советы он даёт по составлению предисловия, после чего даёт ещё несколько рекомендаций общего характера. В заключении Лукиан призывает писать не для современников, а для вечности, иллюстрируя свой призыв историей о строителе Фаросского маяка Сострате Книдском.

## Особенности
Написание трактата обычно связывается с Римско-парфянской войной 161—166 годов, благоприятные для римлян итоги которой сподвигли многих на попытку её описания.
«Как следует писать историю» касается различных вопросов составления, содержания и оформления исторических работ. Написанный в форме письма-памфлета трактат имеет черты диатрибы, сочетающей сатирический и дидактический тона. Лукиан критиковал историков, которые пытались подражать описываемым событиям, и высказывался против применения эпидейктических речей в исторических сочинениях. Некоторые из цитируемых им историков не известны в других источниках, и допускается, что по меньшей мере часть из них была вымышлена Лукианом. Также он высказывается против пафосных сравнений исторических деятелей с героями древнегреческой мифологии. В целом, стилистические требования, предъявляемые Лукианом к написанию историографии, характеризуются как «антистиль». Лукиан неоднократно отсылает читателей трактата к сравнениям из живописи, скульптуры, архитектуры, цитируется в этой связи и сравнение историка с хорошим зеркалом, что считается проявлением не лингвистического (текстового), а визуального понимания истории.
Среди образцов исторического жанра Лукиан выделял трёх классиков древнегреческой историографии — Фукидида, Геродота и Ксенофонта. Чаще всего он использовал в качестве источника положительных примеров для иллюстрации своих тезисов «Историю» Фукидида. При этом Лукиан предостерегал читателей от максимально близкого подражания классикам в угоду точности и высказался против избыточного следования традиции включения речей действующих лиц в повествование. Импонировало Лукиану и рассмотрение Фукидидом событий Пелопоннесской войны с двух сторон, выявление их ошибок. Взгляды Лукиана на историю в значительной степени оригинальны и не отражают моды его времени. Его критика злоупотребления риторическими приёмами в историографии, признание прагматических достоинств истории и требование тщательного сбора фактов сближают автора с Фукидидом и Полибием. Отмечается, что почти противоположную концепцию риторической историографии ранее предложил Дионисий Галикарнасский, и сочинение Лукиана может рассматриваться как теоретическое обоснование критики его взглядов. Некоторые антиковеды, включая Пьера Видаль-Наке, предположили, что работа задумывалась для полемики с Аррианом или его восхваления, однако эта гипотеза не пользуется всеобщей поддержкой.
Схожие вопросы мимоходом затрагивали Полибий, Дионисий Галикарнасский, Плутарх и Иосиф Флавий, в связи с чем исследователи часто считали работу Лукиана второстепенной. Предполагается, что название трактата послужило в качестве основы крылатого выражения Вольтера «Вот как пишется история!».